# ガンダン・テクツェンリン寺

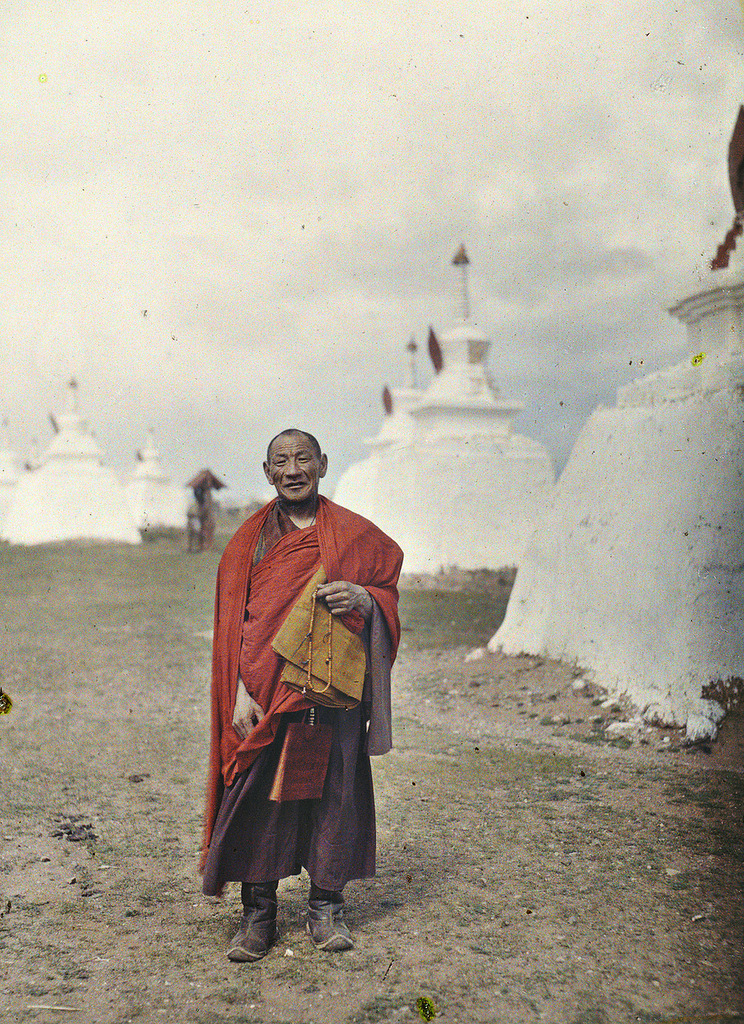
ガンダン寺の僧。1913年

ガンダン・テクチェンリン寺（Гандан Тэгчэнлин Хийд,དགའ་ལྡན་ཐེག་ཆེན་གླིང་། ）は、モンゴルのウランバートルにある仏教の寺院である。通称：ガンダン寺。
1727年に雍正帝によって創建。ジェブツンダンパ8世は病気で盲目となってしまったため、平癒祈願に観世音菩薩（モンゴル語名：メグジド・ジャナライサク）像をつくった。しかしこれは1938年にソ連に持ち去られた。1930年にホルローギーン・チョイバルサンが政権を握った後、1938年に閉鎖された。その後チョイバルサンはスターリンの指示の下で、約1000人の僧侶を「粛清」した。しかし、1944年から復興が始まり、社会主義政権の監視の下に1990年までにほぼ復興した。現在の座主はジェブツンダンパ9世。今ではモンゴル仏教界の最高学府となっている。